# Androlepis skinneri
Espèce
Classification phylogénétique
Statut de conservation UICN

 VU UICN 3.1 : Vulnérable
Androlepis skinneri est une espèce de plante de la famille des Bromeliaceae, originaire du Costa Rica, du Honduras et du Guatemala.

## Description
C'est une plante épiphyte (habitudes terrestres), pouvant atteindre 1 à 2 m de haut quand elle est fertile, l'espèce étant fonctionnellement dioïque. Les feuilles font de 80 à 140 cm de long avec des gaines de 7-15 cm de large; les lames ligulées, 6 à 9 cm de large, aigües, piquantes, densément dentées, glabres, Les tiges florales sont dressées, de 75 à 90 cm de long, blanches, à bractées dressées, plus longues que les entre-nœuds, dentelées, avec souvent de la pourriture dans les fructifications. Le fruit est une baie de 1 à 1,5 cm de diamètre, les graines sont sans appendices.